# Estació d'Universitat Politècnica
L'estació d'Universitat Politècnica és una estació de ferrocarril localitzada al barri de la Carrasca (districte d'Algirós) de València i que forma part de les línies 4 i 6 de l'operador Metrovalència. L'estació pertany a la zona tarifària A de Ferrocarrils de la Generalitat Valenciana (FGV) i l'Autoritat de Transport Metropolità de València (ATMV). L'adreça oficial de l'estació és l'avinguda dels Tarongers, sense número.

## Història
L'estació es troba en el traçat de l'antiga línia ferroviària des de València-Pont de Fusta al Grau, creada el 1892 per la Societat Valenciana de Tramvies (SVT). El 21 de maig de 1994, amb la posada en marxa de la nova línia 4 de Metrovalència, s'inaugurà l'actual estació, en aquesta ocasió com a part del nou traçat tramviari. El 27 de setembre de 2007, amb l'obertura de la línia 6 de Metrovalència que connecta Torrefiel amb el Grau de València, l'estació començà a rebre els nous tramvies de la nova línia.

## Distribució

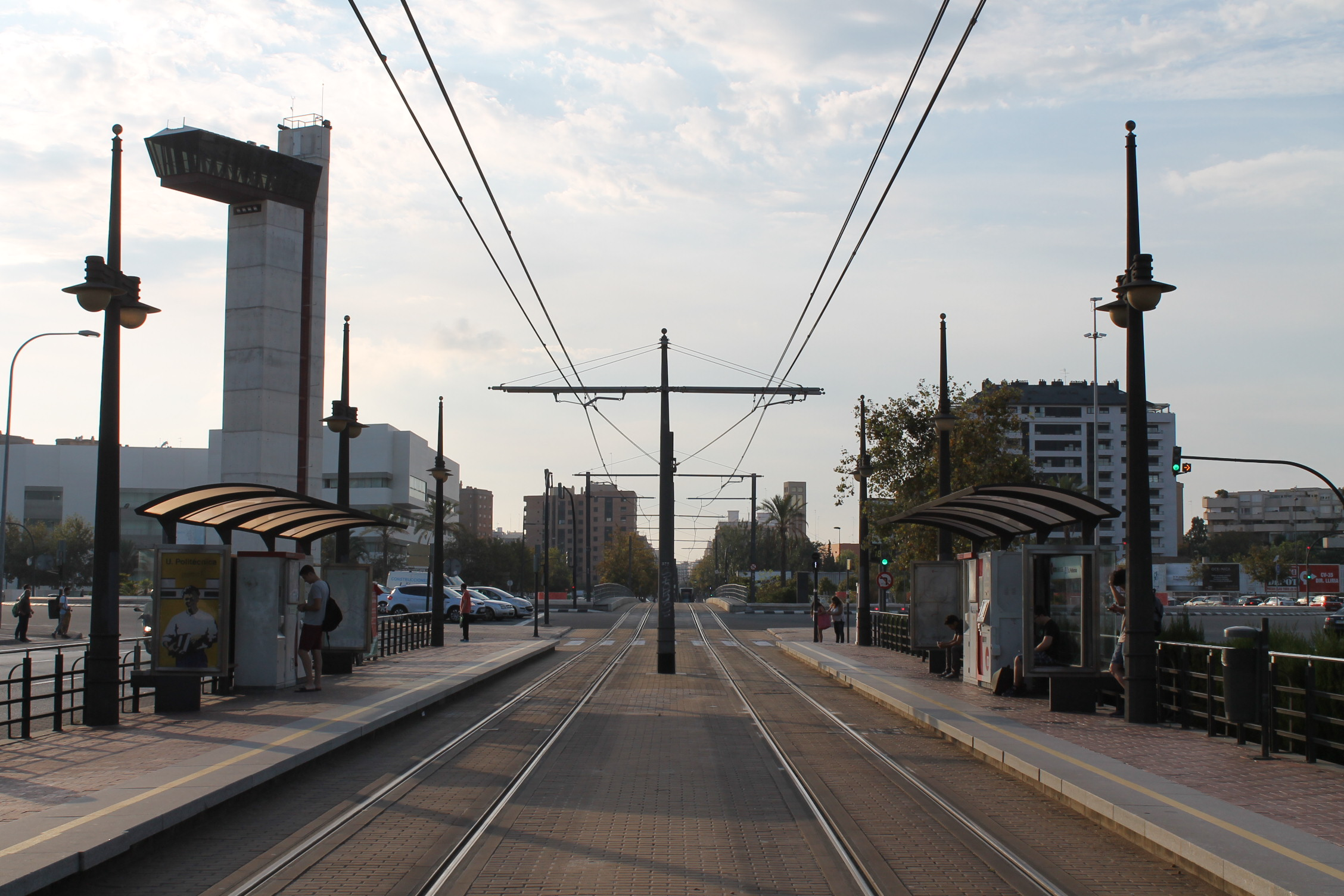
Andanes i vies de l'estació

La morfologia de l'estació, en superfície, és de dues vies paral·leles amb dues andanes a cada banda, també paral·leles. Com a cada estació, a les andanes s'hi troba una xicoteta zona d'espera per a viatjers abillada amb bancs i màquines de venta de bitllets. Les andanes no compten amb mampares de seguretat. L'estació es troba adaptada per a sords, inividents i discapacitats físics.
L'estació és de lliure accés en ser en superfície. S'hi troba localitzada a l'intersecció entre l'avinguda dels Tarongers i l'avinguda de Catalunya, front a la Universitat Politècnica de València (UPV) i la torre Miramar. L'estació connecta amb les línies d'autobús urbà de l'Empresa Municipal de Transports de València (EMT).

### Línies
| Procedència/Destinació          | <                | Línia | >           | Procedència/Destinació |
| ------------------------------- | ---------------- | ----- | ----------- | ---------------------- |
| Mas del Rosari/Fira de València | Vicente Zaragozá |       | La Carrasca | Doctor Lluch           |
| Tossal del Rei                  | Vicente Zaragozá | ...   | La Carrasca | Marítim                |